# Polscy laureaci Prix Italia w kategorii audycji radiowych
Polscy laureaci międzynarodowego konkursu Prix Italia w kategorii programów radiowych.
W 1956 roku na ten konkurs wysłano po raz pierwszy polski dokument radiowy. Był to reportaż Jerzego Janickiego i Stanisława Ziembickiego pt. Opowieść o mariackim hejnale.

## Nagrody
| Rok i miejsce            | Tytuł produkcji | Twórcy | Nagroda | Opis |
| ------------------------ | --- | --- | --- | --- |
| 1959, Sorrento           | Neffru | - reżyseria i libretto: Zbigniew Kopalko - muzyka: Zbigniew Wiszniewski - realizacja akustyczna: Andrzej Pruski - produkcja: Teatr Polskiego Radia                                                                                            | RAI prize for musical programmes (Nagroda Radiotelevisione Italiana w kategorii „Audycja muzyczna”)                                                                      | Opera radiowa. |
| 1966, Palermo            | Śmierć słonia (ang. Death of an Elephant) | - autor: Witold Zadrowski - produkcja: Polskie Radio | National Italian Press Association prize for documentaries (Nagroda prasy włoskiej w kategorii „Dokument”)                                                               | Reportaż nagrany w Afryce w czasie safari. |
| 1966, Palermo            | Widok Delft (franc. La Vue de Delft) | - autorzy: Quentin Ritzen i Gérard Blum - realizacja: Bronisław Horowicz - produkcja: RTF (Francja) | RAI prize for literary or dramatic programmes with or without music (Nagroda Radiotelevisione Italiana w kategorii „Literacki lub dramatyczny program z lub bez muzyki”) | Słuchowisko opisujące wspólną podróż Jeana i Lilii po różnych zakątkach Europy. Gdziekolwiek się zatrzymują, ich związek pozostaje wstrzemięźliwy. Oboje upodobali sobie szczególnie twórczość holenderskiego malarza, Jana Vermeera, autora m.in. obrazu Widok Delft. Pielgrzymują do muzeum narodowego Mauritshuis w Hadze. W jaskrawym kontraście ze szczęściem dwojga bohaterów rozgrywa się światowa tragedia – II wojna światowa. Jean i Lilia żyją we śnie i są tylko trochę dotknięci przez te wydarzenia. Słuchowisko zrealizował Bronisław Horowicz (1910–2005), polski reżyser i teoretyk sztuki operowej, od 1938 r. działający we Francji. Całość trwa ok. 70 minut. |
| 1967, Rawenna            | Passio et Mors Domini Nostri Jesu Christi secundum Lucam (Pasja według św. Łukasza) (ang. Passion and Death of Our Lord Jesus Christ According to St. Luke) | - muzyka: Krzysztof Penderecki - produkcja: ARD (Niemcy) | RAI prize for musical compositions with words (Nagroda Radiotelevisione Italiana w kategorii „Kompozycja muzyczna ze słowami”)                                           | Osobny artykuł: Pasja według św. Łukasza (Krzysztof Penderecki) . |
| 1968, Rzym               | La chronique vraie de la Cantoria de Luca della Robbia | - autor: Janos Komives - reżyseria: Bronisław Horowicz - produkcja: RTF (Francja) | Prix Italia for musical compositions with words (Prix Italia w kategorii „Kompozycja muzyczna ze słowami”)                                                               | |
| 1972, Turyn              | Pasja, czyli misterium Męki Pańskiej w Kalwarii Zebrzydowskiej widziane (ang. The Mystery of the Passion of Jesus Christ in Kalwaria Zebrzydowska)          | - autor: Jacek Stwora - produkcja: Polskie Radio i Telewizja | National Italian Press Association Prize for documentaries (Nagroda prasy włoskiej w kategorii „Dokument”)                                                               | Słuchowisko wyemitowane w po raz pierwszy w 1972 roku. Opowiada o misterium męki Pańskiej odgrywanym w Sanktuarium pasyjno-maryjnym w Kalwarii Zebrzydowskiej. |
| 1975, Florencja          | Szeptet | - autor: Wojciech Michniewski - produkcja: Polskie Radio i Telewizja | RAI Prize for Music (Nagroda Radiotelevisione Italiana w kategorii „Muzyka”)                                                                                             | Utwór muzyczny na 2 soprany, 2 mezzosoprany, 2 alty i kulturystę (1973). |
| 1979, Lecce              | Pianophonie: na fortepian, elektroniczne przetworzenie dźwięku i orkiestrę (niem. Pianophonie: für Klavier, elektronische Klangumformung und Orchester)     | - reżyseria: Ernest Bour i Hans Peter Haller - muzyka: Kazimierz Serocki - dźwięk: Anita Forst, Frank Wild - produkcja: Josef Häusler, ARD (Niemcy Zachodnie)                                                                                 | Prix Italia for Music (Prix Italia w kategorii „Muzyka”) | Koncert fortepianowy autorstwa polskiego kompozytora, Kazimierza Serockiego. Było to ostatnie jego dzieło i zarazem jedyne, w którym użył on warsztatu muzyki elektronicznej. Utwór powstał w latach 1976-78 z inicjatywy niemieckiej stacji Südwestfunk w Baden-Baden oraz jej Studia Eksperymentalnego we Fryburgu Bryzgowijskim (Experimentalstudio des SWR). Uroczyste prawykonanie Pianophonie odbyło się 18 listopada 1978 we francuskim mieście Metz, podczas Międzynarodowych Spotkań Muzyki Współczesnej. Pianista Szabolcs Esztényi wystąpił z orkiestrą symfoniczną radia Südwestfunk (SWR Sinfonieorchester Baden-Baden und Freiburg) pod batutą francuskiego dyrygenta, Ernesta Boura. W Polsce utwór został wykonany po raz pierwszy 14 września 1979 podczas Międzynarodowego Festiwalu Muzyki Współczesnej „Warszawska Jesień”. Esztényi'emu towarzyszyła Wielka Orkiestra Symfoniczna Polskiego Radia pod dyrekcją Stanisława Wisłockiego. |
| 1981, Siena              | Polski Sierpień (ang. Polish Summer) | - reżyseria: Janina Jankowska - produkcja: Polskie Radio i Telewizja | Prix Italia for Documentaries (Prix Italia w kategorii „Dokument”) | Reportaż ze strajku sierpnia 1980 w Stoczni Gdańskiej |
| 1989, Perugia            | Z głębokości wód (ang. From the Depth of Waters) | - reżyseria: Henryk Rozen - scenariusz: Andrzej Mularczyk - muzyka: Marcin Błażewicz - produkcja: Teatr Polskiego Radia | Prix Italia for Fiction (Prix Italia w kategorii „Fikcja”) | Słuchowisko wyemitowane w 1988 roku. W rolach głównych: Wiesław Drzewicz i Anna Zagórska. Wystąpili także: Tomasz Zaliwski, Artur Barciś i Joanna Przybyłowska. |
| 1992, Parma              | Testament (ang. My Last Will) | - reżyseria:Andrzej Brzoska - tekst, produkcja: Maciej Drygas - muzyka: Paweł Szymański - produkcja: Teatr Polskiego Radia | Prix Italia for Documentaries (Prix Italia w kategorii „Dokument”) | Dokument opowiadający historię ostatnich dni życia Ryszarda Siwca. |
| 1996, Neapol             | Cyrk odjechał, lwy zostały (ang. The Cyrcus Left. The Lions Stayed On)                                                                                      | - reżyseria: Janusz Kukuła - scenariusz: Andrzej Mularczyk - realizacja akustyczna: Andrzej Brzoska - opracowanie muzyczne: Barbara Dzięgielewska - produkcja: Teatr Polskiego Radia                                                          | Prix Italia for Fiction (Prix Italia w kategorii „Fikcja”) | Komedia obrazująca pierwsze lata transformacji w Polsce. Bohaterami słuchowiska są: telewizyjny „prorok” Gabriel i jego dziewczyna Jasna, rosyjski pilot-dezerter Misza-Grisza, delegat rządowy Zając, poszukiwany za oszustwa finansowe biznesmen Polepa oraz zajmująca się sutenerstwem kobieta o pseudonimie „Inter-City”. Postaci spotykają się na opuszczonym poligonie. Obsada: Krzysztof Kowalewski (Gabriel), Ewa Domańska (Jasna), Jerzy Bończak (Misza-Grisza), Wiesław Drzewicz (Zając), Marian Opania (Polepa) oraz Krystyna Królówna („Inter-City”). |
| 2004, Katania i Taormina | Cena pracy (ang. The Price of Work) | - reżyseria: Anna Sekudewicz i Anna Dudzińska - realizacja (dźwięk): Jacek Kurowski - produkcja: Polskie Radio Katowice | Prix Italia: Documentary – Current Affairs (Prix Italia w kategorii „Dokument wydarzeniowy”)                                                                             | Reportaż dokumentujący sytuację śląskich górników, zamykanie kopalń, zmniejszenie bezpieczeństwa pracy, problemy bytowe osieroconych rodzin i górnicze protesty. Reportaż składa się m.in. nagrań zarejestrowanych w kopalni "Jas-Mos", gdzie w lutym 2002 doszło do katastrofy górniczej. |
| 2006, Wenecja            | Niebieski płaszczyk (ang. The Blue Coat) | - reżyseria: Katarzyna Michalak - realizacja (dźwięk): Artur Giordano - produkcja: Polskie Radio Lublin | Prix Italia: Documentary (For Overall Quality) (Prix Italia w kategorii „Dokument”)                                                                                      | Trzydziestominutowy dokument opowiadający o przyjaźni dwóch rodzin: jednej z Kamionki pod Lubartowem, drugiej z Australii. W 1946 roku, Zofia Skrzypiec z Kamionki znalazła w płaszczu z zagranicznej paczki, otrzymanej od United Nations Relief Aid, wszywkę z adresem poprzedniej właścicielki, Doroty Sherrad. Bohaterki nawiązały kontakt listowny i tak narodziła się między nimi przyjaźń, trwająca aż do śmierci Australijki w 1985 roku. Autorzy reportażu starali się „ukazać przepaść między kolorowym wyobrażeniem Australii a szarą rzeczywistością PRL-u”. |
| 2009, Turyn              | WINna nieWINna (ang. Guilty or Not Guilty) | - reżyseria: Patrycja Gruszyńska-Ruman - Realizacja i opracowanie muzyczne: Waldemar Kasperczak - produkcja: Studio Reportażu i Dokumentu Polskiego Radia                                                                                     | Prix Italia: Radio documentary – overall quality (Prix Italia w kategorii „Dokument”)                                                                                    | Dokument o Stanisławie Rachwał, byłej więźniarce obozu w Auschwitz-Birkenau. Po opuszczeniu ośrodka rozpoczęła współpracę z antykomunistyczną organizacją Wolność i Niezawisłość (WiN). Za tę działalność została skazana na karę śmierci. W Więzieniu Montelupich była zmuszona do konfrontacji z jej dręczycielką z obozu w Auschwitz, komendantką Marią Mandel. |
| 2009, Turyn              | Modlitwa zapomnianej (ang. The Forgotten's Prayer) | - reżyseria: Katarzyna Michalak i Dorota Hałasa - dźwięk: Artur Giordano - produkcja: Polskie Radio Lublin | Prix Italia: Radio music – work on music (Prix Italia w kategorii „Audycja o muzyce”)                                                                                    | Dokument artystyczny poświęcony postaci polskiej XIX-wiecznej kompozytorki, Tekli Bądarzewskiej-Baranowskiej i fenomenowi popularności jej muzyki w Japonii. Reportaż opowiada także historię Japończyka, który dla własnej matki, miłośniczki twórczości Tekli Bądarzewskiej, szukał oryginalnych nut kompozytorki po całym świecie. Dorota Hałasa jest korespondentką Polskiego Radia w Tokio, gdzie popularyzuje m.in. twórczość ww. kompozytorki. |
| 2014, Turyn              | Chcę więcej (ang. I want more) | - reżyseria i produkcja: Bartosz Panek - tłumaczenie: Alicja Baczyńska - dźwięk: Tomasz Perkowski - montaż: Bartosz Panek, Tomasz Perkowski - opiekun artystyczny: Janusz Deblessem - produkcja: Studio Reportażu i Dokumentu Polskiego Radia | Prix Italia: Radio documentary – Extraordinary Originality and/or Innovation (Prix Italia w kategorii dokumentu: „Oryginalność i innowacja”)                             | Dokument o Dominiku Połońskim – muzyku, który po przebytym nowotworze mózgu został jedynym wiolonczelistą, grającym za pomocą tylko prawej ręki. Jury konkursu Prix Italia doceniło ten reportaż m.in. „za doskonały dźwięk i realizację radiową” oraz „eleganckie pokazanie pasji głównego bohatera i jego determinacji” za pomocą dźwięku. |
| 2019, Rzym               | Ballada o pieśni (A Ballad About a Song) | - autor: Anna Kołodziejczyk - zrealizowano pod kierunkiem: Janusz Deblessem - produkcja: Polskie Radio / PR3 | Prix Italia: Radio Music (Prix Italia w kategorii „Muzyka”) | Reportaż opowiadający historię pieśni „Mury” wykonywanej przez Jacka Kaczmarskiego. |

## Wyróżnienia
| Rok i miejsce | Tytuł produkcji              | Twórcy | Wyróżnienie                                                                | Opis |
| ------------- | ---------------------------- | --- | -------------------------------------------------------------------------- | --- |
| 1990, Palermo | Użyto broni                  | Anna Sekudewicz i Marek Mierzwiak                                                                                  | Special Mention                                                            | Dokument opowiadający o wydarzeniach w Kopalni Węgla Kamiennego „Wujek”. |
| 2013, Turyn   | Dopóki jestem                | - autorzy: Patrycja Gruszyńska-Ruman, Magdalena Balcerak - produkcja: Studio Reportażu i Dokumentu Polskiego Radia | Special Mention: Documentary (Wyróżnienie w kategorii dokumentu radiowego) | Reportaż utrzymany w formie radiowego dreszczowca, opowiadający historię zaginięcia małżeństwa Elżbiety i Wiesława Drzewińskich. Para mieszkająca Milanówku była w konflikcie z Piotrem B. – agresywnym lokatorem kwaterunkowym zajmującym ich willę. Małżeństwo bezskutecznie zwracało się o pomoc do różnych instytucji. W 2005 roku zaginęła Elżbieta, rok później jej mąż. W listopadzie 2012 Piotr B. został aresztowany za zlecenie zabójstwa ich synów. Audycja porusza m.in. problem niezaradności organów ścigania i korupcji. Autorkami reportażu są Patrycja Gruszyńska-Ruman ze Studia Reportażu i Dokumentu Polskiego Radia oraz Magdalena Balcerak z Fundacji „Głos Ewangelii”. Audycja otrzymała w maju 2013 nagrodę Srebrny Melchior w kategorii „Premiera Roku”. |
| 2022, Bari    | Kołysanka (ang. Our Lullaby) | - reżyseria: Katarzyna Michalak - realizacja (dźwięk): Jarosław Gołofit - produkcja: Polskie Radio Lublin          | Special Mention: Radio Music                                               | Reportaż poświęcony projektowi muzycznemu „Ondinata. Pieśni dla Ondyny”, mającemu na celu szerzenie świadomości o chorobie zwanej „klątwą Ondyny” (CCHS). Pomysłodawcami projektu są Magda Hueckel i Tomasz Śliwiński, których syn cierpi na tę przypadłość. W uzasadnieniu jury podało: „Wspaniała historia opowiedziana z wdziękiem. Muzyka łączy się z mitologią, dźwięki życia z melodią, a doskonały sposób opowiadania zabiera nas jeszcze dalej.” |